# Poiretia punctata
Poiretia punctata är en ärtväxtart som först beskrevs av Carl Ludwig von Willdenow, och fick sitt nu gällande namn av Nicaise Auguste Desvaux. Poiretia punctata ingår i släktet Poiretia och familjen ärtväxter. Inga underarter finns listade i Catalogue of Life.

## Bildgalleri

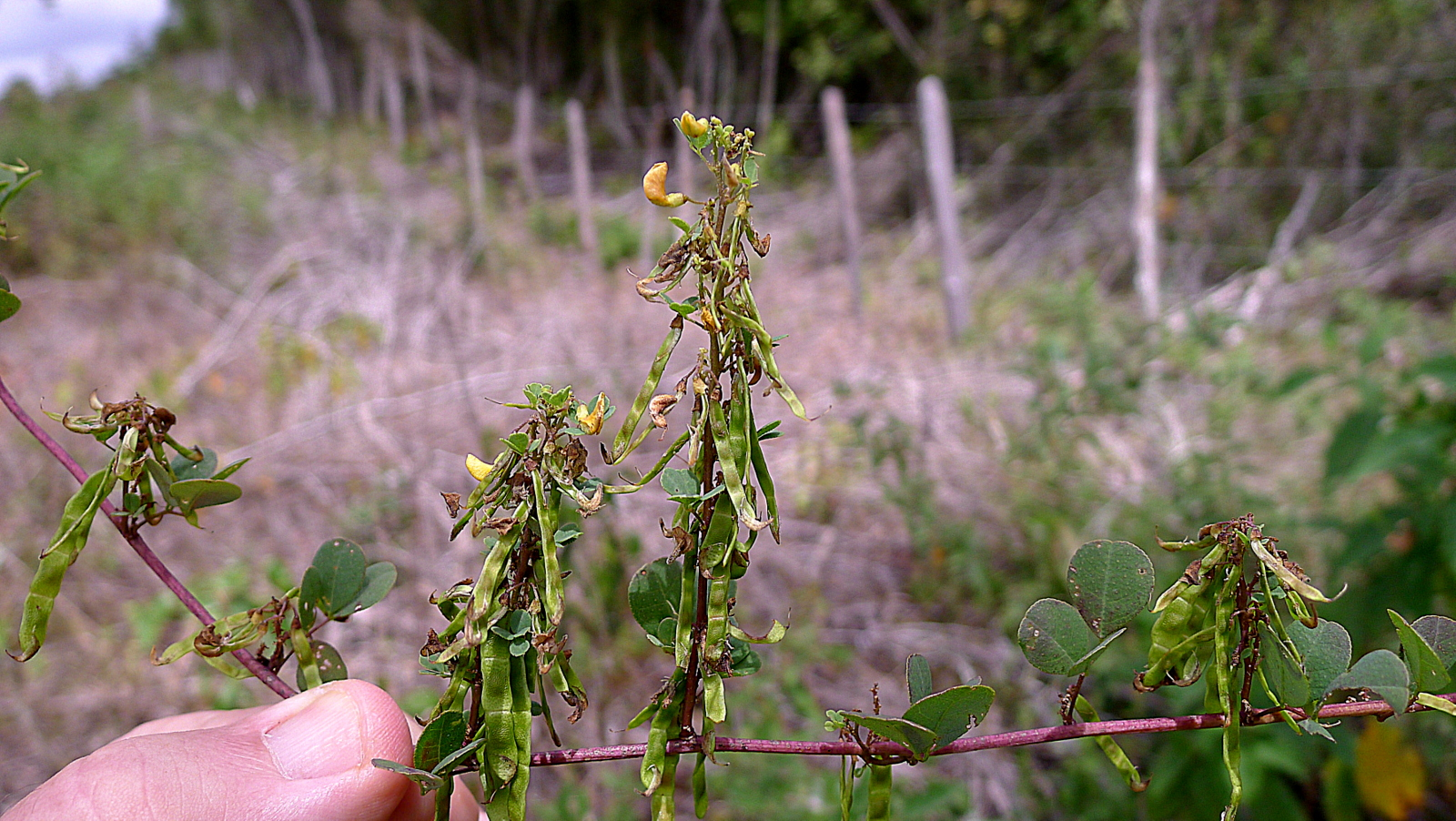
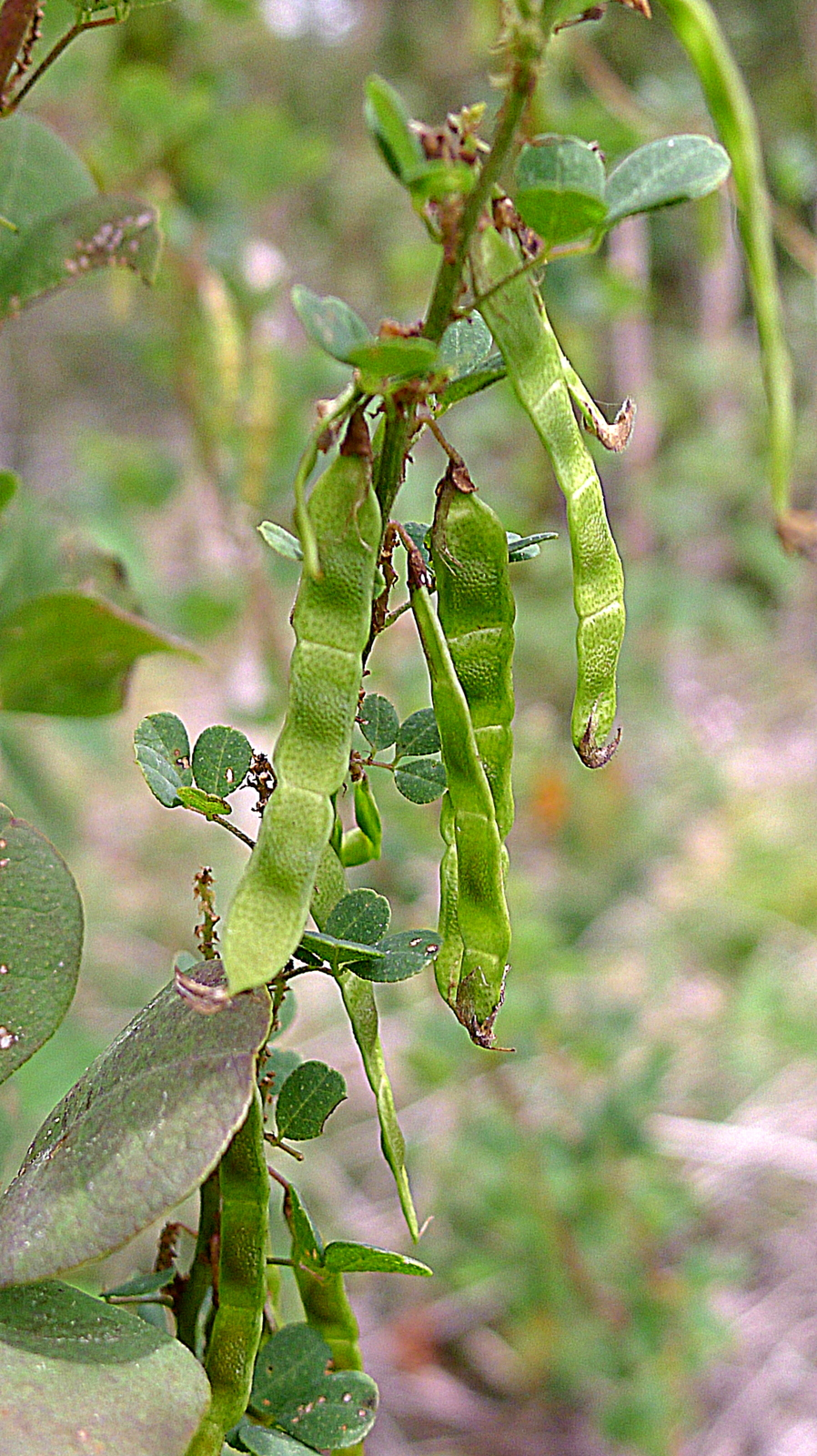
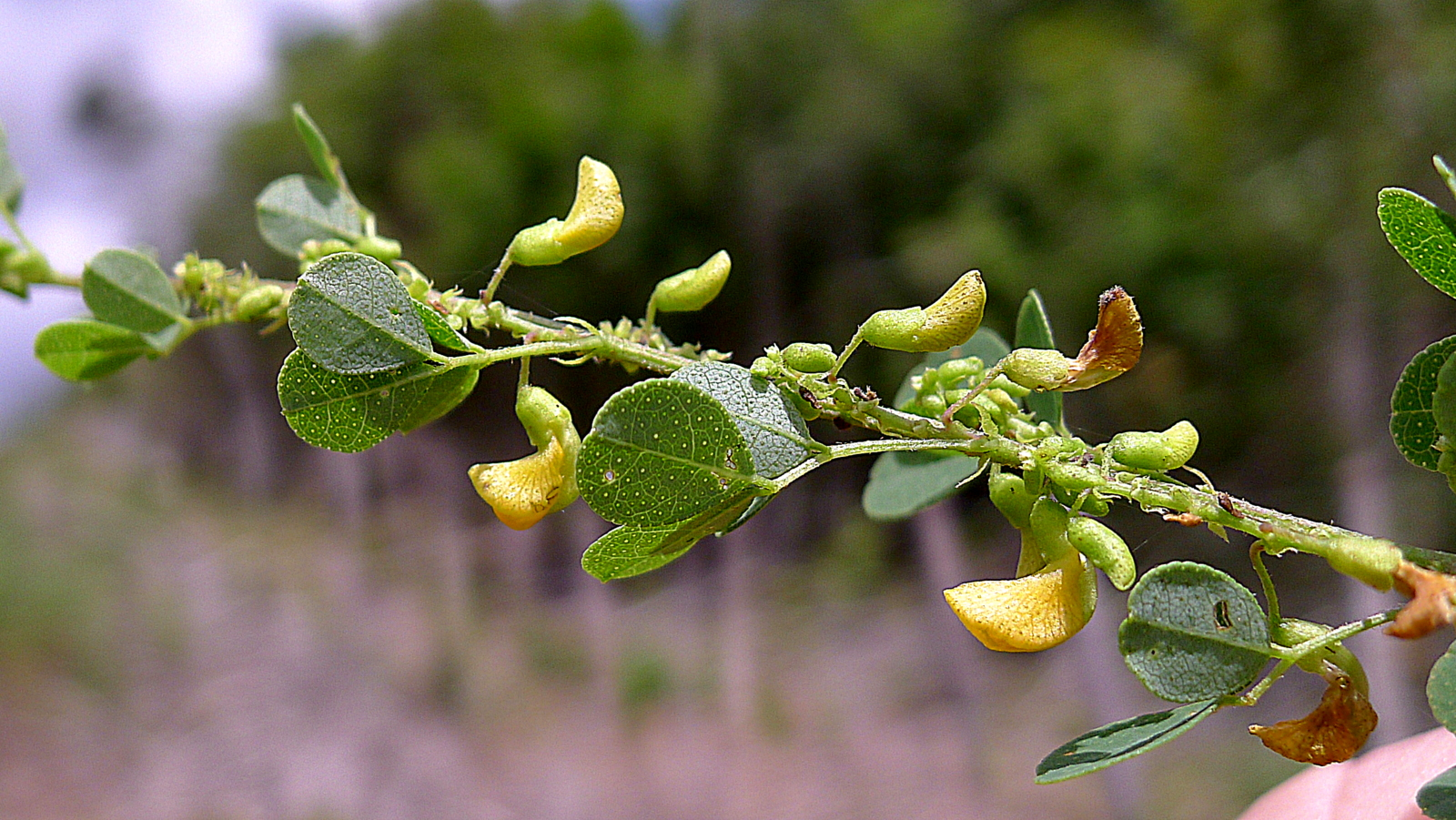
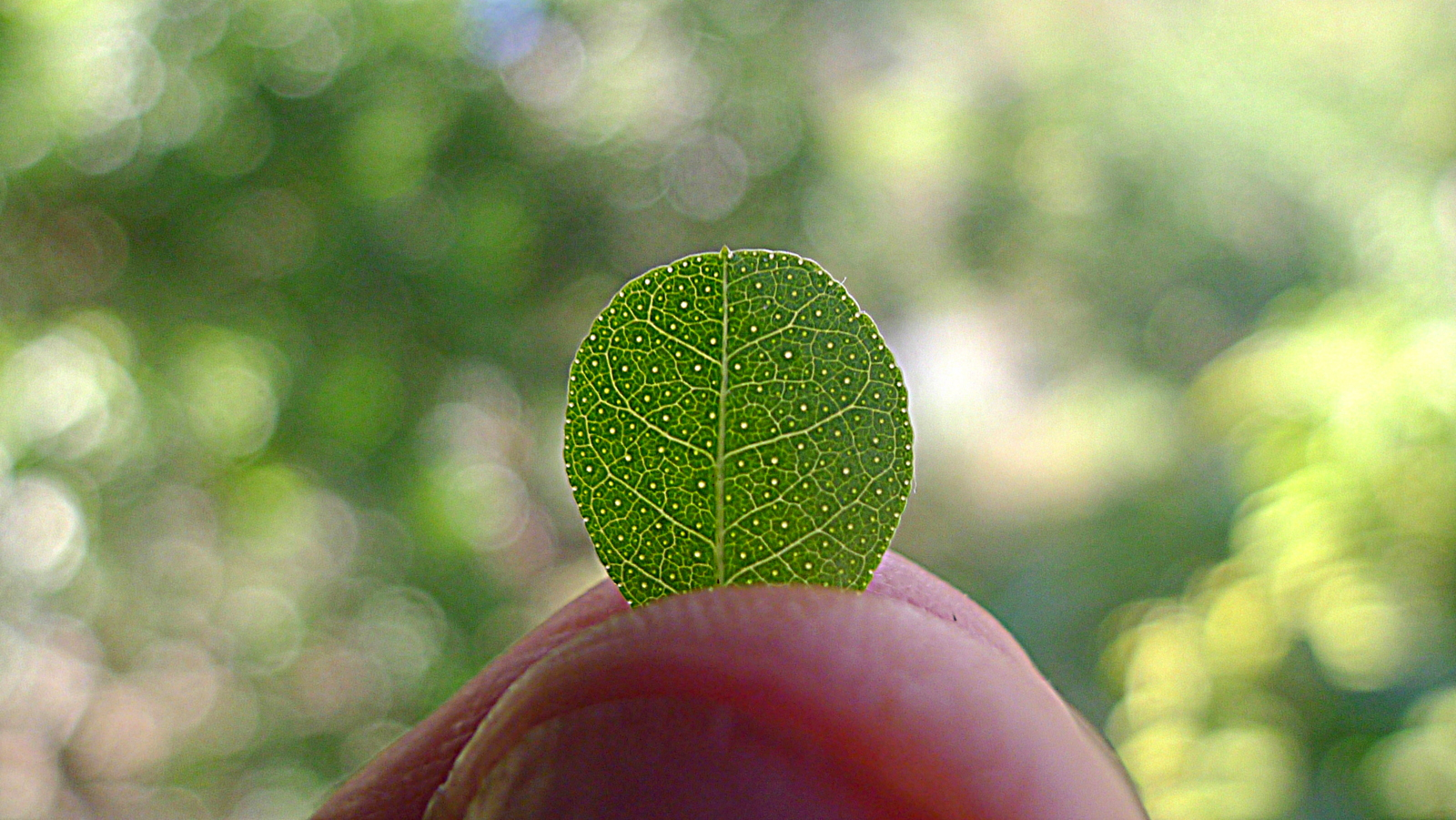